# Canguaretama
Canguaretama è un comune del Brasile nello Stato del Rio Grande do Norte, parte della mesoregione del Leste Potiguar e della microregione del Litoral Sul.